# Ralf Koerrenz
Ralf Koerrenz (* 15. März 1963 in Köln) ist ein deutscher Pädagoge, Theologe und Wissenschaftsmanager. Er lehrt als Professor für Historische Pädagogik und Globale Bildung an der Fakultät für Sozial- und Verhaltenswissenschaften der Friedrich-Schiller-Universität Jena.

## Leben und Karriere
Nach dem Abitur in Mettmann 1982 studierte Koerrenz zuerst Evangelische Theologie, später auch Erziehungswissenschaft, Germanistik und Philosophie an der Universität Bonn (zeitweise auch an der Kirchlichen Hochschule Wuppertal). Nach dem Staatsexamen 1989 wurde er 1991 an der Philosophischen Fakultät der Universität Bonn bei Philipp Eggers mit einer Arbeit über "Landerziehungsheime in der Weimarer Republik" in Erziehungswissenschaft promoviert. 1993 folgte an der Evangelisch-Theologischen Fakultät der Universität Bonn die Promotion in Evangelischer Theologie bei Henning Schröer mit einer Arbeit über Ökumenisches Lernen. Diese Arbeit wurde mit dem Kurt-Hellmich-Preis durch die Katholisch-Theologische Fakultät der Universität Regensburg (1994) und dem Caspar-Olevian-Preis durch die Caspar-Olevian-Gesellschaft/Trier (1995) ausgezeichnet.
1996 habilitierte sich Koerrenz unter der Mentorenschaft von Klaus Prange an der Universität Tübingen in Allgemeiner Pädagogik mit einer grundlagentheoretischen Untersuchung über die "Stufentheorie der Erziehung".
Nach der Zeit als wissenschaftlicher Mitarbeiter und Hochschuldozent in Tübingen (1992 bis 1997) übernahm er 1997 eine Professur für Historische Pädagogik an der Universität Jena, die 2004 in einen Lehrstuhl für Historische Pädagogik und Erziehungsforschung umgewandelt wurde.

## Wissenschaftsmanagement
Koerrenz wirkt in verschiedenen Funktionen im Bereich des Wissenschaftsmanagements. Seit 1999 ist er Mitglied der Ethik-Kommission an der Fakultät für Sozial- und Verhaltenswissenschaften der Universität Jena.
Er war Direktor des Instituts für Erziehungswissenschaft an der Universität Jena (2002–2004), Prodekan/Studiendekan (2005–2007), sowie Dekan der Fakultät für Sozial- und Verhaltenswissenschaften der Universität Jena (2007–2010). Von 2007 bis 2013 war er Mitglied im Akademischen Senat der Universität Jena. Seit 2016 ist er Direktor des Instituts für Bildung und Kultur an der Universität Jena.
2008 gründete er gemeinsam mit dem Pädagogen Michael Winkler das international ausgerichtete Institut für Bildung und Kultur (IBK). Das Institut nimmt in der Forschung die Tradition einer hermeneutisch-kulturwissenschaftlichen Bildungstheorie auf und versucht diese, mit Herausforderungen der Gegenwart (Globalisierung, Postkolonialismus) zu verbinden. In der Lehre trägt das Institut den interdisziplinären Master-Studiengang Bildung – Kultur – Anthropologie (BKA), an dem neben der Fakultät für Sozial- und Verhaltenswissenschaften auch Fachbereiche der Theologischen und der Philosophischen Fakultät beteiligt sind.
Ein Schwerpunkt seiner Management-Tätigkeit liegt in der Etablierung strukturierter Promotionsprogramme. Seit 2007 hat er am Aufbau der transdisziplinären Jenaer Graduiertenakademie mitgewirkt, deren stellvertretender Direktor er ist. Diese Graduiertenakademie ist eine Dachorganisation aller strukturierten Promotionsprogramme an der Universität Jena und zugleich Anlaufstelle für alle Einzelpromovierenden.
Koerrenz hat von 2008 bis 2011 die Doktorandenschule Laboratorium Aufklärung (DSLA) im gleichnamigen Forschungszentrum (FZLA) aufgebaut und geleitet. Von 2011 bis 2014 leitete er das Landesgraduiertenkolleg Protestantische Bildungstraditionen in Mitteldeutschland. 2013 erfolgte die Gründung des mit dem Institut für Bildung und Kultur eng verbundenen Kollegs Globale Bildung (KGB), das er seitdem leitet.
Publizistisch ist er Herausgeber und Mitherausgeber mehrerer wissenschaftlicher Reihen. So wirkt er als Mitherausgeber der religionspädagogischen Zeitschrift für Pädagogik und Theologie (ZPT) sowie des Jahrbuchs für Biblische Theologie (JBTh). Die von ihm betreute Reihe Kultur und Bildung (KuB) erscheint seit 2013 im Verlag Ferdinand Schöningh. Die Reihe Quellen zur protestantischen Bildungsgeschichte (QPBG) gibt er gemeinsam mit seinen Schülerinnen Annika Blichmann und Alexandra Schotte in der Evangelischen Verlagsanstalt (EVA) in Leipzig heraus. Im garamond-Verlag Jena erscheinen die von Koerrenz herausgegebenen Reihen Pädagogische Reform (PRe), Pädagogische Reform in Quellen (PReQ) und Pädagogische Studien und Kritiken (PSK).
Am Lehrstuhl für Historische Pädagogik und Globale Bildung leitet er die Forschungsstelle „Pädagogische Reform“.

## Forschung

### Theologie
Koerrenz ist von dem Ansatz einer praktisch-theologischen Hermeneutik seines Lehrers Henning Schröer geprägt, zu dessen Schülerkreis er gemeinsam mit Harald Schroeter-Wittke, Günter Ruddat, Gotthard Fermor und anderen gehört. Hermeneutik wird dabei verstanden als die auf individuelle Freiheit gerichtete Form aufgeklärter Weltwahrnehmung. Hermeneutik ist damit weit mehr Weltanschauung als Methode im engeren Sinne.
Dabei ist seine Position einerseits von einer, vom 1. Gebot inspirierten theologischen Religionskritik (Das erste Gebot als pädagogisches Axiom) geprägt. Die These ist, dass sich der christliche Glaube heute wesentlich in einer Haltung des „pragmatischen Atheismus“ realisiert. „Bildung“ ist danach ein „protestantisches Modell“, in dem die Kritik an allen innerweltlichen Autoritäten mit Absolutheitsansprüchen verbunden wird mit der individuellen Verantwortung für den eigenen Lebenslauf.
Neben der theologischen Religionskritik ist Koerrenz andererseits an einer praktisch-theologischen Interpretation biblischer Überlieferungsmotive interessiert. So interpretiert er beispielsweise das Wirken des Heiligen Geistes im Anschluss an Martin Buber kommunikationstheoretisch und didaktisch als Überwindung einer zwischen Menschen stehenden „Differenz“.

### Pädagogik
Verbindendes Motiv seiner pädagogischen und theologischen Werke ist eine religionsskeptische Autoritätskritik. Schwerpunkte seiner pädagogischen Forschung sind einerseits grundlagentheoretische Arbeiten zum Verständnis von Erziehung und Bildung in der Tradition Hermeneutischer bzw. Geisteswissenschaftlicher Pädagogik. Anderseits beschäftigt er sich seit 25 Jahren mit Theorie und Positionen der Reformpädagogik.
Bis heute wirksame Modellvorstellungen der Erziehung sieht Koerrenz in der Antike begründet. Erziehungskonzepte, die sich an Ideologiekritik und Aufklärung orientieren, identifiziert er bei den Sophisten im antiken Athen und in bestimmten Strömungen der hebräischen Überlieferung (Das hebräische Paradigma der Pädagogik). Der Zusammenhang von Aufklärung und Erziehung findet sich aber nicht nur auf der Ebene von Zielen, sondern vor allem auf dem Feld der Formen der Erziehung. In Anknüpfung an die Konzeption der operativen Pädagogik (Klaus Prange) interessiert ihn, wer direkt oder indirekt für die Steuerung von Lernvorgängen verantwortlich ist. Dies führt ihn zu der Analyse von Erziehung in und durch Strukturen, die er exemplarisch an dem Zusammenhang von Schule und Evangelium rekonstruiert hat.
Dieses Interesse an pädagogisch wirksamen Strukturen findet sich auch in den Schriften zu Schulmodellen der Reformpädagogik. Hier liegen Arbeitsschwerpunkte in der Beschäftigung mit dem Schulmodell: Jena-Plan und den Landerziehungsheimen (Hermann Lietz, Bernhard Hell). Die Signatur Reformpädagogik sieht Koerrenz nicht nur als eine sinnvolle Epochenkennzeichnung, sondern auch als Verweis auf die Grundstruktur der Pädagogik überhaupt. In seiner Theorie der Reformpädagogik (2014) unterscheidet Koerrenz fünf Zugänge. Erstens sei zu fragen, wie über die Differenz von »Reform« und »Nicht-Reform« die Pädagogik nach innen strukturiert wird. Zweitens gehe es in den Außenbezügen darum, wie über das Reform-Motiv eine Kopplung von Pädagogik an den kulturellen Wandel vorgenommen werden kann. Diese beiden systematischen Zugänge seien von drei historischen Bestimmungen von Reformpädagogik zu unterscheiden. So könne Reformpädagogik – drittens – als Antwort auf den Modernisierungsschub im Gefolge der Aufklärung verstanden werden. Im vierten Zugang erweise sich Reformpädagogik klassisch als Reaktion auf die industrialisierte Moderne im ersten Drittel des 20. Jh. Schließlich sei Reformpädagogik als Herausforderung einer Gegenwart aufzufassen, die den Menschen in der globalisierten Moderne unter anderem vor das Problem einer uniformierten Individualität stelle.
Seine Forschung ist immer mit der pädagogischen Praxis verbunden. Koerrenz stammt aus der Evangelischen Jugendarbeit (Heimat auf Zeit), in der er lange Jahre auf Jugendfreizeiten mit integrativem Konzept tätig war. Eng verbunden ist er mit der Stiftung Deutsche Landerziehungsheime, für die er 2002 gemeinsam mit Barbara Windorf eine flexible Lietz-Akademie als Weiterbildungseinrichtung für die in den Heimen tätigen Lehrer gegründet hat.

## Schriften

### Monografien
- Erziehung. Eine Theorie der Aufklärung. Beltz Juventa, Weinheim 2023, ISBN 978-3-7799-7475-8.
- (mit Jochen Remy und Christoph Schröder): Wir sind vom selben Stern. Antisemitismus entgegnen. Vandenhoeck & Ruprecht, Göttingen 2023, ISBN 978-3-525-70314-4.
- (mit Pia Diergarten): Fake News und andere Realitäten. Vandenhoeck & Ruprecht, Göttingen 2022, ISBN 978-3-525-70323-6.
- Bildung. Eine Theorie der Postmoderne. Beltz Juventa, Weinheim 2022, ISBN 978-3-7799-6701-9.
- (mit Sebastian Engelmann): Forgotten pedagogues of German education. A history of alternative education. Palgrave Macmillen, Cham 2019, ISBN 978-3-030-29569-1.
- (Mitautor): Geschichte der Pädagogik (= UTB, Bd. 4524). Schöningh, Paderborn 2017, ISBN 978-3-8252-4524-5.
- Innerweltliche Hermeneutik. Beiträge zur biblischen Theologie (= Quellen zur protestantischen Bildungsgeschichte, Bd. 11). Evangelische Verlagsanstalt, Leipzig 2016, ISBN 3-374-04559-6.

- Reformpädagogik. Eine Einführung, 2014, ISBN 978-3-506-77536-8
- Pädagogik. Eine Einführung in Stichworten (mit Michael Winkler), 2013, ISBN 978-3-8252-3866-7
- Schulmodell: Jena-Plan. Grundlagen eines reformpädagogischen Programms, 2011, ISBN 978-3-506-77228-2
- Hermann Lietz. Einführung mit zentralen Texten, 2011, ISBN 978-3-506-77204-6
- Reformpädagogik. Studien zur Erziehungsphilosophie, 2004
- Otto Friedrich Bollnow. Ein pädagogisches Portrait (UTB), 2004
- Schule und Evangelium. Studien zur strukturellen Religionspädagogik, 2003
- Die Grundlegung der Sozialpädagogik im Alten Israel, 2001
- Ökumenisches Lernen, 1994
- Heimat auf Zeit. Zur Funktion evangelischer Jugendarbeit, 1993
- Das Judentum als Lerngemeinschaft. Die Konzeption einer pädagogischen Religion bei Leo Baeck, 1992
- Landerziehungsheime in der Weimarer Republik, 1992, ISBN 3-631-44639-X
- Hermann Lietz. Grenzgänger zwischen Theologie und Pädagogik. Eine Biographie, 1989, ISBN 3-631-42355-1

### Herausgeberschaften
- Globales Lehren, postkoloniales Lehren. Perspektiven für Schule im Horizont der Gegenwart. Beltz Juventa, Weinheim 2020, ISBN 978-3-7799-6245-8.
- (mit Nils Berkemeyer): System Schule auf dem Prüfstand. Beltz Juventa, Weinheim 2020, ISBN 978-3-7799-3971-9.
- Reformpädagogik als Projekt der Moderne. August Hermann Niemeyer und das pädagogische 18. Jahrhundert (= Kultur und Bildung, Bd. 14). Schöningh, Paderborn 2019, ISBN 978-3-506-78856-6.

- Globale Bildung auf Reisen. Das Bildungsjahr an der Hermann-Lietz-Schule Schloss Bieberstein, 2015
- Pädagogische Reform im Horizont der Globalisierung (gemeinsam mit Annika Blichmann), 2014
- Armut und Armenfürsorge. Protestantische Perspektiven (gemeinsam mit Benjamin Bunk), 2014
- Bildung als protestantisches Modell, 2013
- Kritik der Erziehung. Der Sinn der Pädagogik (gemeinsam mit Jens Brachmann und Rotraud Coriand), 2013
- Kirche – Bildung – Freiheit. Die Offene Arbeit als Modell einer mündigen Kirche, (gemeinsam mit Anne Stiebritz), 2013
- Laboratorium Bildungsreform: Jena als Zentrum pädagogischer Innovationen, 2009, ISBN 978-3-7705-4881-1
- Handbuch Schulseelsorge, (gemeinsam mit Michael Wermke), 2008
- Jena-Plan im Netzwerk internationaler Schulreform, 2007
- Wegweisende Werke zur Erwachsenenbildung, (gemeinsam mit Elisabeth Meilhammer und Käthe Schneider), 2007
- Martin Buber. Bildung, Menschenbild und Hebräischer Humanismus. (Gemeinsam mit Martha Friedenthal-Haase), 2004.
- Jena-Plan – über die Schulpädagogik hinaus, (gemeinsam mit Will Lütgert) 2001, ISBN 978-3-407-25245-6
- Die Religion der Reformpädagogen, (gemeinsam mit Norbert Collmar), 1994
- Mit Liedern predigen. Theorie und Praxis der Liedpredigt, (gemeinsam mit Jochen Remy), 1993.
- Praktisch-theologische Hermeneutik. Ansätze – Anregungen – Aufgaben, (gemeinsam mit Dietrich Zilleßen, Stefan Alkier und Harald Schroeter-Wittke), 1991

### Artikel
- Das erste Gebot als pädagogisches Axiom. In: Pädagogische Rundschau 46 (1992), S. 83–107
- Hermeneutik des Lernens. Der anthropologische Wirklichkeitsbezug der biblischen Überlieferung. In: Jahrbuch für Biblische Theologie  12. Biblische Hermeneutik. Neukirchen 1998, S. 221–242
- Das hebräische Paradigma der Pädagogik. In: Zeitschrift für Pädagogik und Theologie 50 (1998), S. 331–342
- Aufklärung durch Erziehung. Über die pädagogischen Paradigmen der europäischen Kultur. In: Manuel Fröhlich u. a.: Bildung und Kultur. Illustrationen. Jena 2010, S. 19–51
- Latente Konfessionalität. Christliche Orientierungssuche im Laboratorium der Gegenwart. In: Olaf Breidbach u. a. (Hrsg.): Laboratorium Aufklärung. München 2010, S. 87–112
- Die Differenz – Perspektiven einer kommunikativ-advokatorischen Pneumatologie. In: Heiliger Geist. Jahrbuch für Biblische Theologie 24. Neukirchen 2011, S. 369–397
- Pragmatischer Atheismus. Freiheit als Leitmotiv protestantischer Bildung. In: Zeitschrift für Pädagogik und Theologie 65 (2013)